# Henri Desprez de Montpezat
Henri Desprez de Montpezat, mort le 24 août 1619, est le dernier maire électif de Bordeaux en 1617.

## Biographie
Henri naît après 1560 d'une famille puissante du Quercy. Ses parents sont Melchior Desprez de Montpezat et Henriette de Savoie-Villars, Il est lieutenant général en Guyenne, gouverneur de Grenade et de Muret.
Marié en 1595 à Claire-Suzanne de Gramont, fille d'Antoine Ier de Gramont, il meurt sans postérité au château de Percegny en Touraine le 24 août 1619,.